# کیا کی‌ایکس۷
کیا کی‌ایکس۷ یک کراس‌اوور سایز متوسط ۷ نفره است که از سال ۲۰۱۶ توسط دانگ‌فنگ یوئدا کیا در چین تولید می‌شود.

## بررسی اجمالی

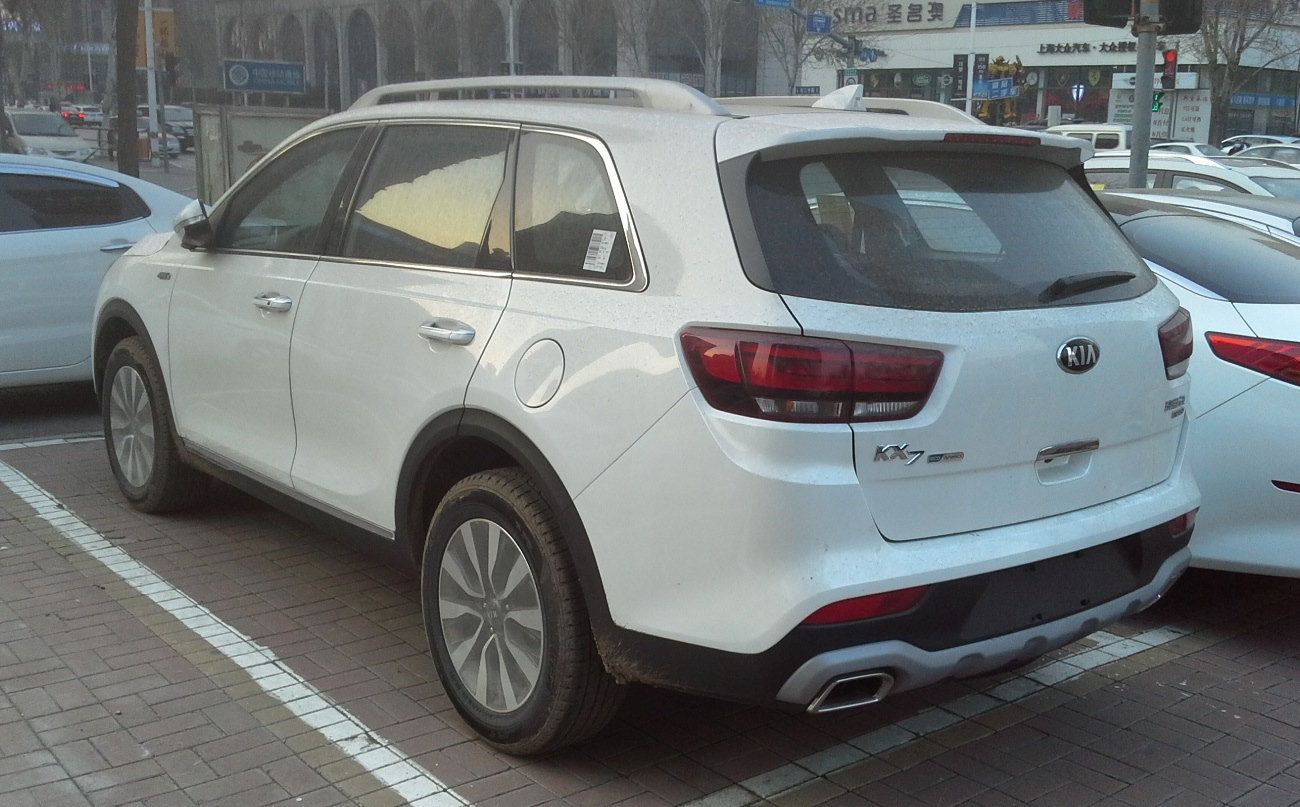
نمای عقب

کراس‌اوور کیا کی‌ایکس۷ در نمایشگاه اتومبیل ۲۰۱۶ گوانگژو در چین رونمایی و در تاریخ ۱۶ مارس ۲۰۱۷ و با قیمت ۱۷۹٬۸۰۰ تا ۲۲۴٬۸۰۰ یوان در چین عرضه شد. این خودرو مبتنی بر نسل سوم کیا سورنتو است که به عنوان یک خودروی مقرون به صرفه در چین عرضه می‌شود می‌شود. این محصول در چین توسط دانگ‌فنگ یوئدا کیا، جوینت ونچر دانگ‌فنگ و کیا تولید می‌شود. این خودرو از پیشرانهٔ سورنتو نسل سوم بهره می‌برد و همچنین با دو جعبه‌دندهٔ ۶ دندهٔ دستی و ۶ دندهٔ اتوماتیک عرضه می‌شود و می‌توان آن را به‌صورت اختیاری با قابلیت تمام چرخ متحرک سفارش داد.